# Польша от моря до моря

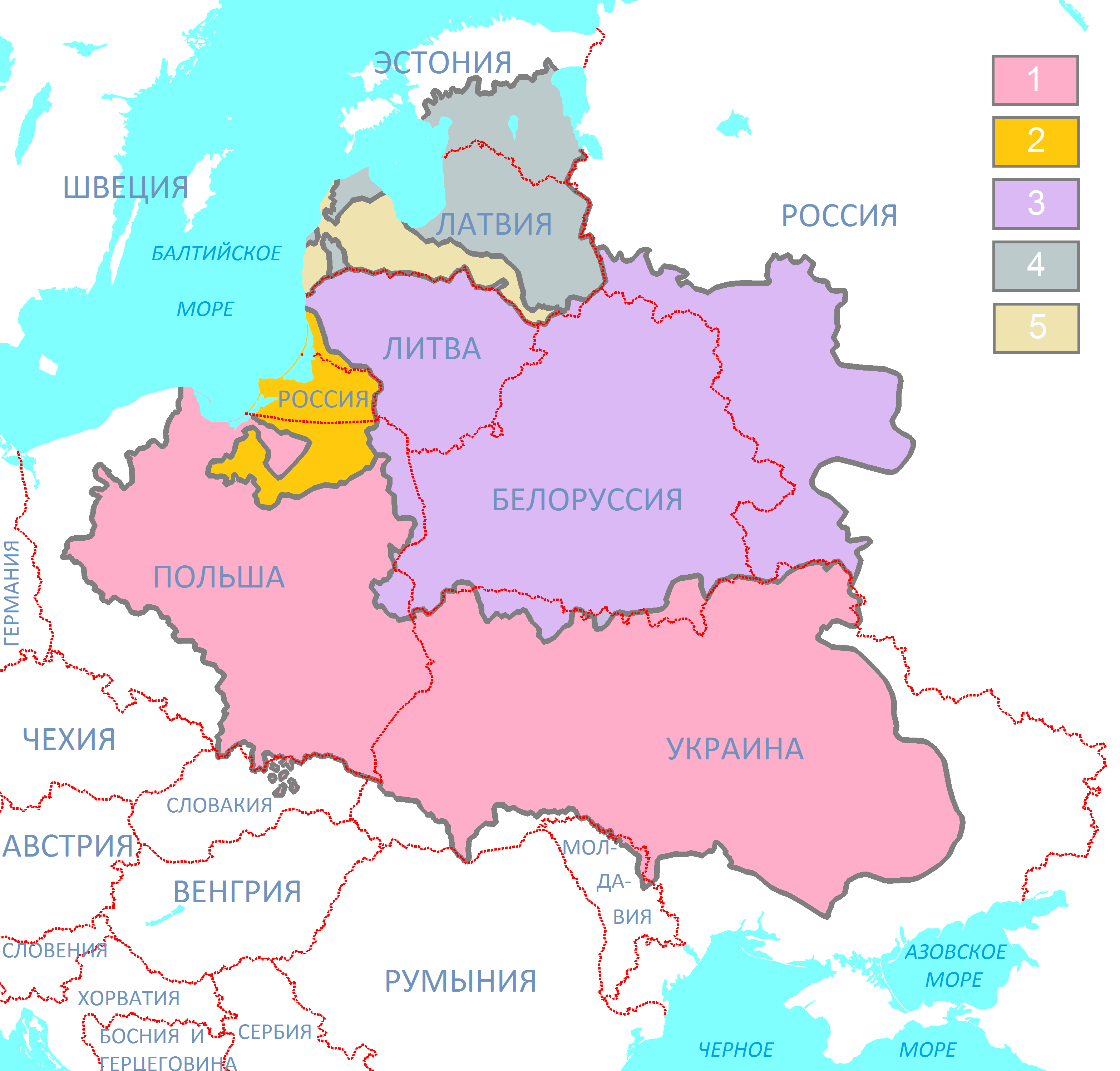
Карта Речи Посполитой после Деулинского перемирия, совмещённая с картой границ современных государств
Обозначения:
Королевство Польское («Корона»)
Герцогство Пруссия, вассал Короны
Великое княжество Литовское («Литва»)
Задвинское герцогство, кондоминиум Литвы и Короны
Герцогство Курляндия и Семигалия, вассал Литвы, а с 1569 года — Речи Посполитой

Польша от моря до моря, иногда употребляется в буквальной русской транскрипции «Польска от можа до можа» (пол. Polska od morza do morza) — польский националистический лозунг в рамках польского аналога панславизма или идеологической установки, подразумевающих, что федерация народов под управлением Польши должна распространяться «от моря до моря», то есть от Балтийского моря до Чёрного моря.
Идеологическая установка «Польска от можа до можа» проявлялась во внешней политике Польши как в прошлых проектах (например, проекты Междуморье Юзефа Пилсудского, Соединённые Штаты Польши Игнация Падеревского) так и в настоящем (Балтийско-Черноморский экономический союз, проект «Новая Речь Посполитая»).
Лозунг «Польска от можа до можа» имеет широкое распространение среди польского народа и является среди поляков ассоциативным рядом, отсылающим их национальную память к прошлому величию Польши в составе Речи Посполитой, когда во время правления династии Ягеллонов границы федерации Польского королевства и Великого княжества Литовского распространялись от Балтийского до Чёрного морей. В современной польской историографии считается, что современная Польша является исторической преемницей Речи Посполитой XVI—XVII веков.
Лозунг является одним из элементов польского романтического национализма, считающего период существования Речи Посполитой XVI—XVII веков Золотым веком польской государственности. Этот период в польской национальной идентичности демонстрируется в политической, культурной и общественной жизни своеобразным веком золотой вольности, когда, как считают поляки, они имели могущественную и справедливую государственность.
После разделов Польши лозунг «Польска от можа до можа» в контексте польского мессианизма стал девизом борьбы за независимость и элементом романтической мечты, предполагающей, что будущая Польша вернёт свою территорию от моря до моря и станет справедливой и благородной основой для будущей федерации, в которую войдут окружающие Польшу народы.
Перед началом Второй мировой войны в Польше было популярно сочинение неизвестного автора под названием «Пророчество из Тенгобоже», ставшее квинтэссенцией польских чаяний о будущем величии Польши. Это стихотворное сочинение, записанное неизвестным автором якобы во время спиритического сеанса в замке Оссолинских, аллегорически описывало прошлое величие Польши, страдания польского народа во время разделов их родины и пророчествовало о будущем величии Польши, чьи границы будут снова простираться от моря до моря:

«Восстанет Польша от моря до моря

Ожидайте этого полвека

Хранить нас будет всегда милость Божья,

Потому страдай и молись, человече.»
Оригинальный текст (пол.) Powstanie Polska od morza do morza.
Czekajcie na to pół wieku.
Chronić nas będzie zawsze Łaska Boża,
Więc cierp i módl się, człowieku.

Лозунг «Польска от можа до можа» упоминается в полковом марше 6-го танкового полка «Дети Львова» польских вооружённых сил на Западе (в составе Британских вооружённых сил):

«Изгоним врага с Поморья

Воссияет свободы цветок!

Польша от моря до моря

Взглянет радостно на мир!

Львов снова встретит своих сынов

Со всех сторон света…

Возвратятся Львовские орлята

И зазвенит радости колокол».
Оригинальный текст (пол.) Wyrzucim wroga z Pomorza
Zabłyśnie wolności kwiat!
Polska od morza do morza
Spojrzy radośnie na świat!
Lwów powita znów synów swych
Ze wszystkich świata stron...
Wrócą Lwowskie Orlęta

Zabrzmi radości dzwon

В настоящее время лозунг «Польска от можа до можа» продолжает существовать в различных сферах политической, общественной и культурной жизни польского народа.